# Dachauer Prozesse

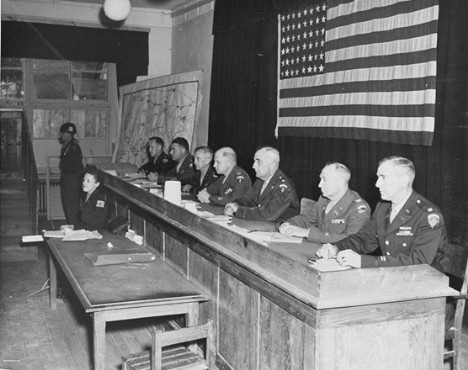
Die sieben Richter des Militärgerichts beim Dachauer-Dora-Prozess am 25. September 1947

Die Dachauer Prozesse waren 489 Militärgerichtsprozesse der US Army in der amerikanischen Besatzungszone gegen überwiegend deutsche Angeklagte, denen Kriegsverbrechen und Verbrechen gegen die Menschlichkeit vorgeworfen wurde.
In 3887 Verfahren wurde ermittelt, nur 489 Prozesse wurden durchgeführt. Sie fanden in den Jahren 1945 bis 1948 im Internierungslager Dachau statt, wo sich bis Ende April 1945 das KZ Dachau befand. 1672 Personen wurden in den Dachauer Prozessen angeklagt; allein 1021 Angeklagte wurden in bis zu 250 Prozessen der „Konzentrationslagerverbrechen“ beschuldigt. 268 der insgesamt 426 verhängten Todesurteile wurden im Kriegsverbrechergefängnis Landsberg durch Hängen vollstreckt. Die zu Haftstrafen Verurteilten verbüßten ihre Haft ebenfalls in Landsberg. Bis Ende der 1950er-Jahre waren alle Gefangenen aus der Haft entlassen. Eine Übersicht gibt die Liste der Dachauer Prozesse.

## Vorgeschichte
Zum Zeitpunkt der Befreiung des KZ Dachau durch ein Bataillon der 7. US-Armee am 29. April 1945 befanden sich noch etwa 32.000 Häftlinge im Lager. Darunter waren auch viele Häftlinge, die von der SS aus aufgelösten Lagern nach Dachau „evakuiert“ worden waren, als sich Truppen der Alliierten den Lagern näherten. Die von den Amerikanern angetroffenen Häftlinge befanden sich größtenteils in einem sehr schlechten Gesundheitszustand. Außerdem fanden die Befreier eine hohe Anzahl Leichen von verstorbenen oder ermordeten Häftlingen vor.
Vor diesem Hintergrund und weiterer aufgedeckter Kriegsverbrechen begannen amerikanische Ermittler im Rahmen des War Crimes Program, einem US-amerikanischen Programm zur Schaffung von Rechtsnormen und eines Justizapparates zur Verfolgung deutscher Kriegsverbrechen, zügig mit den Untersuchungen zur Feststellung der Verantwortlichen für diese Verbrechen.
Noch 1945 begannen die Prozesse. Verhandelt wurde gegen die aufgegriffenen Angehörigen des Lagerpersonals von Konzentrationslagern, gegen Militärs und Zivilisten, denen die gezielte Ermordung abgeschossener oder notgelandeter alliierter Flieger vorgeworfen wurde, und gegen die Beschuldigten des Malmedy-Massakers.

## KZ Dachau
Hauptartikel: Dachau-Hauptprozess

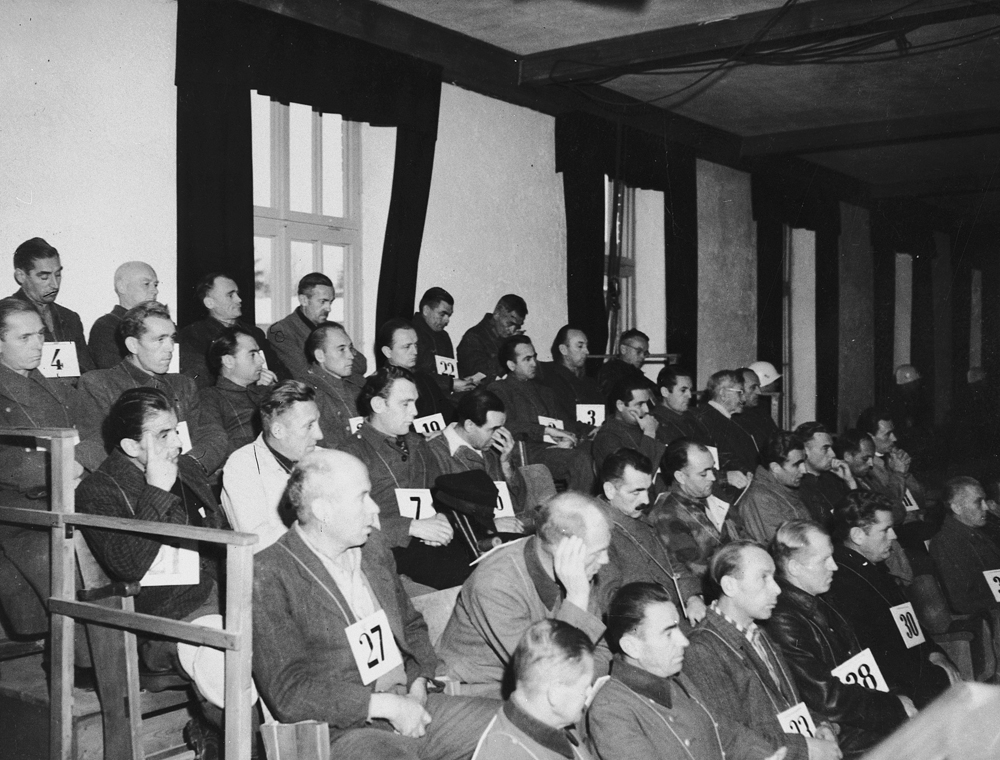
Anklagebank im ersten Dachauer Prozess

Der erste Dachauer Prozess, der Dachau-Hauptprozess (United States of America v. Martin Gottfried Weiss et al.), richtete sich gegen Teile der Mannschaft des KZ Dachau und wurde vom 15. November bis zum 13. Dezember 1945 durchgeführt. Die Liste der dort Angeklagten reichte vom zeitweiligen Lagerkommandanten Martin Weiß, über den Lagerführer des Außenlagers München-Allach, Josef Jarolin, Kommandanten diverser Kauferinger Außenlager, wie Johann Eichelsdörfer, Arno Lippmann, Otto Förschner oder Alfred Kramer, die Schutzhaftlagerführer Michael Redwitz und Friedrich Ruppert bis zu drei Funktionshäftlingen. Unter dem angeklagten medizinischen Personal befanden sich die Lagerärzte Hans Eisele, Wilhelm Witteler und Fritz Hintermayer. Hinzuzuzählen ist noch der Tropenmediziner Claus Schilling, der die Malariaversuchsstation in Dachau geleitet hatte. Ebenso stand Otto Schulz als Vertreter der Deutschen Ausrüstungswerke (DAW) unter Anklage. Auch Otto Moll befand sich für seine Tätigkeit in diversen Lagern des KZ-Außenlagerkomplexes Kaufering im Jahr 1945 unter den Angeklagten. Als einziger Vertreter der „Politischen Abteilung“ (Lager-Gestapo) war Kriminalkommissar Johann Kick angeklagt.
Der Urteilsverkündung schickte das Gericht einige grundsätzliche Überlegungen voraus. Tötungen und Misshandlungen seien im Rahmen eines gemeinsamen Vorgehens (Common Design) geschehen. Sie erforderten, gegen jeden Anklage zu erheben, der mit der Verwaltung oder Arbeit im Lager zu tun gehabt habe. Das Gericht sei zwar von Siegerseite eingesetzt worden, es wende jedoch ausschließlich Normen internationalen Rechts und solche Rechtsgrundsätze an, die von allen zivilisierten Menschen anerkannt seien. Die 40 Angeklagten wurden sämtlich schuldig befunden und 36 von ihnen zum Tode verurteilt. Von den zum Tode Verurteilten wurden 28 am 28. und 29. Mai 1946 im Landsberger Kriegsverbrechergefängnis gehängt. Dem Dachau-Hauptverfahren schlossen sich 121 Folgeprozesse mit etwa 500 Beschuldigten an.

## KZ Mauthausen
Hauptartikel: Mauthausen-Hauptprozess
Vom 29. März bis zum 13. Mai 1946 wurde mit dem zweiten Dachauer Prozess, dem Mauthausen-Hauptprozess (United States of America v. Hans Altfuldisch et al.), das umfangreichste Konzentrationslagerverfahren durchgeführt, das sich gegen das Lagerpersonal des KZ Mauthausen richtete. Alle 61 Angeklagten wurden für schuldig befunden, 58 von ihnen zum Tode verurteilt. Neun Todesstrafen wurden später in lebenslängliche Haftstrafen umgewandelt. Die Hinrichtungen wurden im Mai und Juni 1947 durch Hängen vollzogen. Neben dem Hauptangeklagten, dem Gauleiter Oberdonau August Eigruber, befanden sich darunter die Adjutanten des Lagerkommandanten Viktor Zoller und Adolf Zutter, weiter Julius Ludolf, Kommandant der Nebenlager Loibl-Pass, Groß-Raming und Melk, Eduard Krebsbach, der Standortarzt von 1941 bis 1943, sowie der Lagerarzt Friedrich Entress, der letzte Standortarzt Waldemar Wolter und der Lagerarzt des KZ Ebensee, Wilhelm Jobst. Zudem waren drei Funktionshäftlinge angeklagt. Dem Mauthausen-Hauptverfahren schlossen sich 60 Folgeprozesse mit 238 Beschuldigten an.

## KZ Flossenbürg
Hauptartikel: Flossenbürg-Hauptprozess
Vom 12. Juni 1946 bis zum 22. Januar 1947 fand in Dachau der längste Dachauer Prozess, der Flossenbürg-Hauptprozess (United States of America v. Friedrich Becker et al.), gegen ehemaliges Lagerpersonal des KZ Flossenbürg statt. Von 45 Angeklagten, darunter zwölf Funktionshäftlinge, erhielten 15 die Todesstrafe. Drei Todesurteile wurden nach Überprüfungsverfahren in lebenslängliche Freiheitsstrafen umgewandelt. Die Todesurteile wurden am 3. und 15. Oktober 1947 im Landsberger Kriegsverbrechergefängnis durch Hängen vollstreckt. Zudem wurden 25 Freiheitsstrafen verhängt, davon elf lebenslang. Fünf Angeklagte wurden freigesprochen. Dem Flossenbürg-Hauptverfahren schlossen sich 18 Folgeprozesse mit weiteren 42 Beschuldigten an. Nach Nebenprozessen wurden vier weitere Hinrichtungen 1948 oder 1949 in Landsberg vollzogen, darunter auch die des Lagerarztes Heinrich Schmitz, und damit im Zusammenhang mit den Flossenbürg-Prozessen insgesamt 18 Todesurteile vollstreckt.

## KZ-Außenlagerkomplex Mühldorf
Hauptartikel: Mühldorf-Prozess
In der Zeit vom 1. April 1947 bis zum 13. Mai 1947 wurde in Dachau von einem General Military Government Court der amerikanischen Besatzungsmacht ein Prozess gegen 14 NS-Täter des KZ-Außenlagerkomplexes Mühldorf durchgeführt, der sogenannte Mühldorf-Prozess (United States of America v. Franz Auer et al.). Neben fünf Todesurteilen wurden zwei lebenslange und fünf zeitige Haftstrafen ausgesprochen. Zwei der Angeklagten wurden freigesprochen. Nur das Todesurteil des Arbeitseinsatzführers Franz Auer wurde am 26. November 1948 in Landsberg vollstreckt. Die anderen Todesurteile, darunter jenes gegen die Ärztin Erika Flocken, wurden in lebenslange Freiheitsstrafen umgewandelt. Dem Mühldorf-Prozess selbst folgten keine Nebenverfahren, diese wurden als Folgeverfahren zum Dachau-Hauptprozess verhandelt.

## KZ Buchenwald
Hauptartikel: Buchenwald-Hauptprozess
Vom 11. April bis zum 14. August 1947 fand der Buchenwald-Hauptprozess gegen Angehörige des Lagers Buchenwald statt (United States of America v. Josias Prince zu Waldeck et al.). Alle 31 Angeklagten wurden für schuldig befunden, 22 zum Tode verurteilt. Es wurden elf Todesurteile vollstreckt, die anderen wurden in lebenslängliche Haftstrafen umgewandelt. Unter den Verurteilten befanden sich Josias zu Waldeck und Pyrmont als Höherer SS- und Polizeiführer Fulda-Werra, der Lagerkommandant von Buchenwald Hermann Pister, der KZ-Arzt Hans Eisele sowie Ilse Koch. Dem Buchenwald-Hauptprozess schlossen sich 24 Nebenverfahren mit weiteren 31 Angeklagten an.

## KZ Dora-Mittelbau
Hauptartikel: Dachauer Dora-Prozess
Einen weiteren Verfahrenskomplex bildete der Dachauer Dora-Prozess (United States of America v. Kurt Andrae et al.) gegen 19 Angehörige des Lagerpersonals des KZ Mittelbau. Dieser Prozess wurde vom 7. August bis zum 31. Dezember 1947 durchgeführt, wobei der zweite Schutzhaftlagerführer Hans Möser als Hauptangeklagter vor Gericht stand. Von den Angeklagten wurde Möser als einziger am 30. Dezember 1947 zum Tod durch den Strang verurteilt und am 26. November 1948 in Landsberg gehängt. Insgesamt 14 Freiheitsstrafen wurden ausgesprochen, sieben davon lebenslang. Vier der Angeklagten wurden freigesprochen. Dem Nordhausen-Hauptprozess schlossen sich fünf Nebenverfahren mit weiteren fünf Angeklagten an.

## Fliegerprozesse
Hauptartikel: Fliegerprozesse
Mehr als 200 Dachauer Prozesse hatten deutsche Fliegermorde zum Verfahrensgegenstand. Bekanntester Angeklagter in diesen Prozessen war der höhere SS- und Polizeiführer Jürgen Stroop. Fliegerprozesse fanden auch in Hamburg (Curiohaus-Prozesse) und an weiteren Orten statt.

## Malmedy-Prozess
Hauptartikel: Malmedy-Prozess
Der Malmedy-Prozess (United States of America v. Valentin Bersin et al.) war einer der Dachauer Prozesse, der vom 16. Mai bis 16. Juli 1946 stattfand. Im Prozess wurden 74 Angehörige des Panzer-Regiments der 1. SS-Panzer-Division Leibstandarte SS Adolf Hitler beschuldigt, im Dezember 1944 bei Malmedy 77 gefangene US-Soldaten beim sogenannten Malmedy-Massaker erschossen, und bis zum Abschluss der Ardennen-Offensive allein im Bereich von Stavelot 130 Morde an Zivilisten begangen zu haben. Es wurden 43 Todesurteile verhängt und 30 Haftstrafen, davon 22 lebenslange. Alle Todesurteile wurden später in Haftstrafen umgewandelt. Bekannte Angeklagte waren Sepp Dietrich und Joachim Peiper.

## Prozess gegen Otto Skorzeny
Vom 18. August bis zum 9. September 1947 wurde der Prozess (United States of America v. Otto Skorzeny et al.) gegen Otto Skorzeny und neun weitere Angeklagte geführt. Die vier Anklagepunkte, die sämtlich mit „Verletzung der Kriegsgesetze und -gebräuche“ überschrieben waren umfassten die „Misshandlung und Tötung Kriegsgefangener“, „Beraubung Kriegsgefangener“, „missbräuchliche Benutzung alliierter Uniformen“ und „Einbehaltung von Paketen Kriegsgefangener“. Skorzeny war Leiter einer Sondereinheit, die im Rahmen der Ardennenoffensive, getarnt als alliierte Soldaten, Spezialaufträge ausführen sollte. Aufgrund des Kriegsverlaufes kam es jedoch nicht zur Durchführung des Unternehmens, nur einige Mitglieder dieser Einheit kamen während der Ardennenoffensive zum Einsatz. Alle Angeklagten wurden aus Mangel an Beweisen freigesprochen.

## Rezeption
Dem ersten Schock über die Konzentrationslager- und Kriegsgräuel folgten im Zuge der kollektiven Verdrängung eine Diffamierung der Prozesse durch Kirchen, Presse, Juristen und Parteien als Siegerjustiz. In weiten Teilen der deutschen Bevölkerung entwickelte sich, gefördert durch die Berichte zum Malmedy-Prozess, eine Solidarität mit den in Landsberg einsitzenden Gefangenen.